# Marcatti 40
Marcatti 40 é um álbum de história em quadrinhos publicado e organizado pela editora Ugra Press em homenagem aos 40 anos de carreira do quadrinista Marcatti. Inspirado na série MSP 50, o álbum contou com a participação de 40 artistas brasileiros, que fizeram histórias curtas (duas páginas cada) com o personagem Frauzio, principal criação de Marcatti. Além das HQs, o livro também trouxe depoimentos de artistas como Laerte Coutinho, Edgard Scandurra e Hunt Emerson e foi financiado através de crowdfunding pela plataforma Catarse.
Em 2018, o álbum ganhou o Troféu HQ Mix em duas categorias: "melhor publicação de humor" e "melhor publicação mix" (esta última, empatado com a HQ Baiacu, de Angeli e Laerte Coutinho).

## Exposição
Antes da publicação do álbum, as HQs produzidas para a coletânea foram parte de uma exposição também chamada Marcatti 40, que ocorreu durante da Ugra Fest, evento organizado pela Ugra Press que ocorreu nos dias 8 e 9 de julho de 2017 no SESC Belenzinho.

## Lista de autores
André Diniz, Batista, Bira Dantas, Camilo Solano, Chico Felix, Dan Heyer, Daniel Esteves, Al Stefano, Doutor Insekto, Escape HQ, Fábio Zimbres, Felipe Bezerra, Flávio Luiz, Lica de Souza, Floreal, Franco de Rosa, Galvão Bertazzi, Germana Viana, Gilmar Machado, Guabiras, Guilherme Petreca, Juscelino Neco, Kellen Carvalho, Kiko Garcia, Laudo Ferreira, Lobo Ramirez, Luciano Salles, Miolo Frito, Orlandeli, Pablo Carranza, Paulo Batista, Paulo Crumbim, Pedro Cobiaco, Pedro D’Apremont, Pietro Luigi, Ruis Vargas, Thiago Ossostortos, Tiago Elcerdo, Victor Bello, Victor Freundt, Raphael Fernandes, Vitor Valença e Will.